# Aion (игра)
Айо́н (кор. 아이온: 영원의 탑, англ. Aion) — компьютерная игра в жанре MMORPG, разработанная NCSoft, сочетающая в себе PvP и PvE в мире фэнтези. В Японии известна под названием Tower of Aion (яп. タワー オブ アイオン тава: обу аион). По состоянию на 20 мая 2009 года Aion насчитывала более 3,5 миллионов подписчиков в Азии. Русскоязычная версия игры издается компанией «Иннова», релиз состоялся 27 декабря 2009 года.

## Разработка
В мае 2006 года NCSoft объявила о том, что приступила к разработке новой MMORPG, которая будет представлена на E3 2006. На выставке компьютерных игр E3 2007 компания NCsoft провела 20-минутную презентацию Aion. 31 октября 2007 года NCSoft подтвердила начало корейского закрытого бета-тестирования, которое завершилось 23 декабря. В ноябре 2007 года Aion была признана лучшей игрой на выставке GSTAR 2007. Вторая фаза корейского бета-тестирования прошла с 8 до 27 апреля 2008 года, а третья фаза — с 1 по 20 июля. Открытое бета-тестирование стартовало в Корее 11 ноября.
В общей сложности было запущено 25 серверов (7 из них являлись дополнительными), каждый из которых вмещал до 5000 игроков. Более 11000 человек вошли в игру после двух минут работы открытого сервера. Менее чем за час это число возросло до 40000. На момент открытого бета-тестирования было зарегистрировано более 200000 игроков. 25 ноября 2008 года в Корее состоялся официальный запуск корейской версии Aion с бизнес-моделью pay-to-play.
В России 23 апреля 2009 года в зале торжеств «Форум Холл» состоялась закрытая пресс-конференция, в ходе которой представители компаний «Иннова» и NCsoft анонсировали заключение договора на локализацию и поддержку Aion.
25 декабря 2009 года завершилось открытое бета-тестирование и началась подготовка к официальному выпуску. Всего в открытом тестировании приняло участие свыше 150 тысяч человек. Релиз российской версии Aion состоялся 27 декабря.
После перехода на бизнес-моделью free-to-play европейские сервера стали полностью бесплатными, с возможностью покупки Gold Pack.

## Мир игры
В игре существует две игровые расы — элийцы (англ. Elyos) и асмодиане (англ. Asmodian).
Элийцы живут на южной части Атреи — Элиосе, а асмодиане, жители северной части Атреи, — в Асмодее. Столицей элийцев является гигантский, парящий в воздухе город Элизиум (англ. Sanctum). Столицей асмодиан — Пандемониум (англ. Pandemonium).
В Элиосе и в Асмодее расположено несколько локаций, куда могут попасть игроки. Так, в Элиосе находятся Фоэта, где начинает игру игрок - элиец, Бертрон, Теобомос, Элтенен и Интердика.
В Асмодее расположены Исхальген, стартовая зона игрока - асмодианина, Альтгард, Брустхонин, Морхейм и Белуслан.
Внутриигровой валютой являются кинары (англ. Kinah). Существуют также очки бездны (англ. abyss points, ap, ап). В обновлении 4.5 введена система рейтинга по Очкам Славы (которые можно получить за участие в осадах).

## Игровое взаимодействие
Персонажи могут объединяться в легионы от 1 до 8 уровня. В легионе наивысшего 8-го уровня могут состоять до 240 персонажей.
В легионе существует иерархия со званиями.
- Легат — владелец легиона, его создатель. Может назначать адъютантов, центурионов и легионеров (см. ниже).
- Адъютант — второе после легата лицо в легионе, имеет почти все права легата.
- Центурион — имеет все права легата, кроме удаления легиона.
- Легионер — не имеет прав, кроме просмотра склада легиона.
- Новичок — начальное звание при вступлении в легион, не имеет прав.

Для игрового взаимодействия персонажи временно могут объединяться в группы (до 6 персонажей), группы — в альянсы (до 4 групп), альянсы — в союзы (до 8 альянсов). Командир альянса может назначать капитанов, имеющих некоторые права управления альянсом.

## Очки бездны, ранги, рейтинги
В игре присутствуют очки Бездны (Abyss
Points) они выдаются игроку за убийство персонажа враждебной расы, уничтожение балауров, монстров (в некоторых PvP-локациях), а также через различные ивенты и данжи.
Очки Бездны можно использовать в перенастройке наград сундуков, а также для покупки некоторых игровых предметов.
Существует максимум получения очков Бездны за убийство одного персонажа за определённый промежуток времени, после достижения которого очки с этого конкретного персонажа не доступны. Данная мера предназначена для предотвращения злоупотреблений при получении очков Бездны от одного и того же объекта.
Помимо очков Бездны, в игре есть так называемые очки Славы. Набирая их, персонаж может получать ранги, которые распределяются на основании внутриигровых рейтингов. Например, для того чтобы стать Офицером 1-го ранга, необходимо войти в ТОП-1000 игроков на своем сервере внутри своей расы. Очки славы позволяют получать еженедельную награду, кроме того, каждую неделю эти очки подвергаются комиссии, в зависимости от ранга персонажа снимается определенное количество очков славы. Персонаж может заработать очки Славы на осадах крепостей и в некоторых временных зонах.

## Осады
Так как игра предполагает войну между расами, одной из главных составляющих высокоуровневого контента являются осады. В игре присутствуют осады крепостей, для захвата которых предстоит сразиться с Лордом-заступником крепости расы, которой она принадлежит. Крепости находятся на территории Бездны и в Землях Балауров, существует также объединённый сервер Пангея, где раз в неделю происходят межсерверные осады. Каждая из крепостей, независимо от того, кому она принадлежит, охраняется NPC, а также магическими башнями, атакующими на расстоянии. Вокруг крепостей расположены артефакты, охраняемые воинами крепости, которой принадлежит артефакт. Для захвата
артефакта необходимо сразиться с его главным защитником. Артефакты нужны для получения игроком бонусных эффектов во время осады крепости, которые атакуют защитников крепости или дают дополнительные характеристики атакующим. Чтобы
активировать артефакт, необходимо использовать специальный предмет. В игре также существуют осадные орудия, которые необходимы для уничтожения защитных башен и врат. Приобрести осадные орудия можно в штабе легионов в столицах рас персонажам, состоящим в легионе.

## Игровой движок
«Aion: The Tower of Eternity» использует игровой движок CryEngine, который был разработан немецкой компанией Crytek. По словам Брайана Кнокса, продюсера игры, CryEngine 2 стал доступным тогда, когда разработчики уже использовали для разработки первое поколение движка. Также на время появления CryEngine 2 разработчики слишком глубоко модифицировали CryEngine, чтобы бросить работы и перейти на следующую итерацию. Ещё одним аргументом в пользу первой версии стало то, что вторая версия была новой и, как следствие, недостаточно стабильной, тогда как первая было достаточно стабильна.
CryEngine изначально не был предназначен для жанра MMORPG, поэтому ключевым заданием разработчиков была модификация CryEngine и придание ему необходимых свойств и особенностей. Оптимизации и переработке подверглись почти все подсистемы CryEngine. Согласно разработчикам, модифицированный CryEngine очень хорошо оптимизирован и будет хорошо работать даже на старых конфигурациях ПК. Согласно Кноксу, игра будет работать на максимальном качестве на ПК с одноядерным процессором, 2 ГБ оперативной памяти и видеокартой 2-х летней давности. Ещё одним нововведением стала поддержка SLI и CrossFire. В то же время, исходя из того, что Aion является MMORPG, в игре почти не используется игровая физика — ни базовый физический движок из CryEngine, ни какой-либо внешний. Добавление в движок поддержки Direct3D 10 и/или Direct3D 10.1 не планируется.

## Системные требования
|                                  | Минимальные                                | Рекомендованные                            |
| Процессор                        | Intel Pentium 4 2.8 ГГц / AMD Sempron 2800 | Intel Pentium Dual-Core / AMD Athlon 64 X2 |
| Оперативная память               | 1 Гб или больше                            | 2 Гб или больше                            |
| Видеокарта                       | Nvidia GeForce 6600 / AMD Radeon X1550     | Nvidia GeForce 7600 / AMD Radeon X2600     |
| Свободное место на жёстком диске | 43 Гб или больше                           | 43 Гб или больше                           |
| Операционная система             | Windows 7, Windows 8, Windows 10           | Windows 7, Windows 8, Windows 10           |
| DirectX                          | 9.0c(2008.6)                               | 9.0c(2008.6)                               |

|                                  | Минимальные                                                            | Рекомендованные                                                        |
| Процессор                        | Intel Core 2 Duo, Pentium Dual-Core 2.5 ГГц / AMD Athlon 64 X2 2,5 ГГц | Intel Core 2 Duo, Pentium Dual-Core 2.9 ГГц / AMD Athlon II X2 2.9 ГГц |
| Оперативная память               | 2 Гб или больше                                                        | 4 Гб или больше                                                        |
| Видеокарта                       | Nvidia GeForce 8600GT / AMD Radeon 4550                                | Nvidia GeForce 9800GT / AMD Radeon 4850                                |
| Свободное место на жёстком диске | 43 Гб или больше                                                       | 43 Гб или больше                                                       |
| Операционная система             | Windows 8 Windows 8.1 Windows 10                                       | Windows 8 Windows 8.1 Windows 10                                       |
| DirectX                          | 9.0c(2008.6) 10 c(2012.6)                                              | 9.0c(2008.6) 10 c(2012.6)                                              |

## Особенности

### Полёты и сражения в воздухе
В Aion есть бои в трёхмерном воздушном пространстве с использованием крыльев, получаемых на 10 уровне. Зоны для полёта в игре ограничены, в новых версиях почти нигде не разрешено летать, эта возможность осталась лишь в отдельных небольших зонах, а также на главных площадях начальных городов. 

### Кастомизация персонажей
Aion позволяет создать внешность персонажа не выбирая готовые варианты из базы, а через систему ползунков, изменяющих форму носа, разрез глаз, ширину плеч и рост. При желании можно добиться сходства со знаменитостью или самим собой. Это дает возможность пользователям создавать уникальные образы, узнаваемые в игровом мире. Существует также платная услуга изменения внешности уже созданного персонажа.

### PvPvE
Система боёв в Aion построена на базе PvPvE (player versus player versus environment). Помимо двух игровых рас, есть ещё контролируемые искусственным интеллектом балауры. Кроме этого существуют массовые баталии между игроками обеих рас и балаурами, которые называются осадами. Осады проходят в отдельных крепостях, или же алтарях Дэморы. Перед самой осадой крепость становится захваченой балаурами, и игрокам нужно соревнуясь друг с другом убить лорда-заступника крепости, тем самым захватив её.

### Квесты
Квесты разделяются на 3 вида: миссии, задания и осады. Миссии ведут игрока по сюжетной линии и потому обязательны для прохождения. Задания - средство заработка денег, опыта, вещей, оружия и предметов. Осады — в основном это задания на убийство противников другой расы, берутся автоматически при входе в определённую зону. Начиная с обновления 2.0 NPC, выдающие задания, отмечаются на игровой карте маркерами.

### Стигмы
В зависимости от уровня и выполненных квестов у персонажей появляются слоты для вставки камней стигм, каждый из которых дает возможность воспользоваться новым навыком. Комбинирование стигм позволяет создавать уникальных по набору навыков персонажей. Количество ячеек стигм шесть. С повышением уровня персонажа уровень стигм растет автоматически. Возможно усиление стигмы: для него требуется точно такая же, но не усиленная стигма, или же камень стигмы, который имеет больший шанс улучшения и может улучшить стигму вплоть до 2 пунктов сразу, они добываются игровым путем. При успешном усилении стигма улучшает свои свойства, а при неудачной попытке усиления улучшаемая стигма понижает уровень на 1. Усиленной стигме применяются эффекты повышения урона, сокращения времени повторного использования и снижения затрат на использование умения. Применяемый эффект зависит от стигмы. При определённой комбинации установленных стигм автоматически открывается скрытая стигма, которая улучшается, от минимального уровня заточки всех стигм.

## Отзывы и награды
| Сводный рейтинг | Сводный рейтинг |
| Агрегатор       | Оценка          |
| --------------- | --------------- |
| GameRankings    | 78,95 %         |

- Лучшая MMORPG, 2009 RPGLand.com RPGs of the Year 2009[8]
- Лучшая MMORPG, 2009 VGChartz Game of the Year Awards 2009[9]
- Лучшая новая игра, 2009 MMORPG.com 2009 Awards[10]
- Лучшая Онлайн Игра, 2009 Gamescom Awards[11]
- Лучшая MMO, 2009 Inside Gaming’s Best MMO of PAX[12]
- Лучшая Корейская Игра этого года, 2008 Korean Game Awards[13]